# Trichostema
Trichostema, biljni rod od 27 sjevernoameričkih vrsta iz porodice usnača smješten u tribus Caryopterideae, dio potporodicde Ajugoideae. Rod je rasprostranjen po SAD-u, Kanadi i Meksiku. Tipična je Trichostema dichotomum L., jednogodišnja biljka iz Kanade, SAD-a i Bahama

## Opis
Jednogodišnje, dvogodišnje i višegodišnje bilje ili grmovi s pazušnim pršljenovima malih plavih cvjetova s četiri izbočena prašnika i jajnikom s dubokim režnjevima. 

## Vrste
1. Trichostema arizonicum A.Gray
2. Trichostema austromontanum F.H.Lewis
3. Trichostema brachiatum L.
4. Trichostema bridgesii-orzellii K.S.McClell.
5. Trichostema coeruleum (Michx.) K.S.McClell. & Weakley
6. Trichostema dichotomum L.
7. Trichostema floridanum K.S.McClell. & Weakley
8. Trichostema fruticosum K.S.McClell.
9. Trichostema gracile K.S.McClell.
10. Trichostema hobe K.S.McClell.
11. Trichostema lanatum Benth.
12. Trichostema lanceolatum Benth.
13. Trichostema latens K.S.McClell.
14. Trichostema laxum A.Gray
15. Trichostema mexicanum Epling
16. Trichostema micranthum A.Gray
17. Trichostema microphyllum K.S.McClell.
18. Trichostema nesophilum K.S.McClell. & Weakley
19. Trichostema oblongum Benth.
20. Trichostema ovatum Curran
21. Trichostema parishii Vasey
22. Trichostema purpusii Brandegee
23. Trichostema rubisepalum Elmer
24. Trichostema ruygtii F.H.Lewis
25. Trichostema setaceum Houtt.
26. Trichostema simulatum Jeps.
27. Trichostema suffrutescens Kearney

## Sinonimi
- Eplingia L.O.Williams; Fieldiana, Bot. 36(3): 18 (1973)
- Isanthus Michx.; Fl. Bor. Amer. 2: 3, t. 30 (1803)